# Алексеевский сельский совет (Сумский район)
Алексе́евский се́льский сове́т (укр. Олексіївська сільська рада) — входит в состав
Сумского района
Сумской области
Украины.
Административный центр сельского совета находится в
с. Алексеевка.

## Населённые пункты совета
- с. Алексеевка
- с. Андреевка
- с. Владимировка
- с. Новониколаевка